# 貝克良鄉 (布拉索夫縣)
45°50′00″N 24°56′00″E / 45.8333°N 24.9333°E
貝克良鄉（羅馬尼亞語：Comuna Beclean, Brașov），是羅馬尼亞的鄉份，位於該國中部，由布拉索夫縣負責管轄，面積67平方公里，海拔高度426米，2007年人口1,642，人口密度每平方公里24人。